# 布蘭肯堡湖 (奧爾登堡)

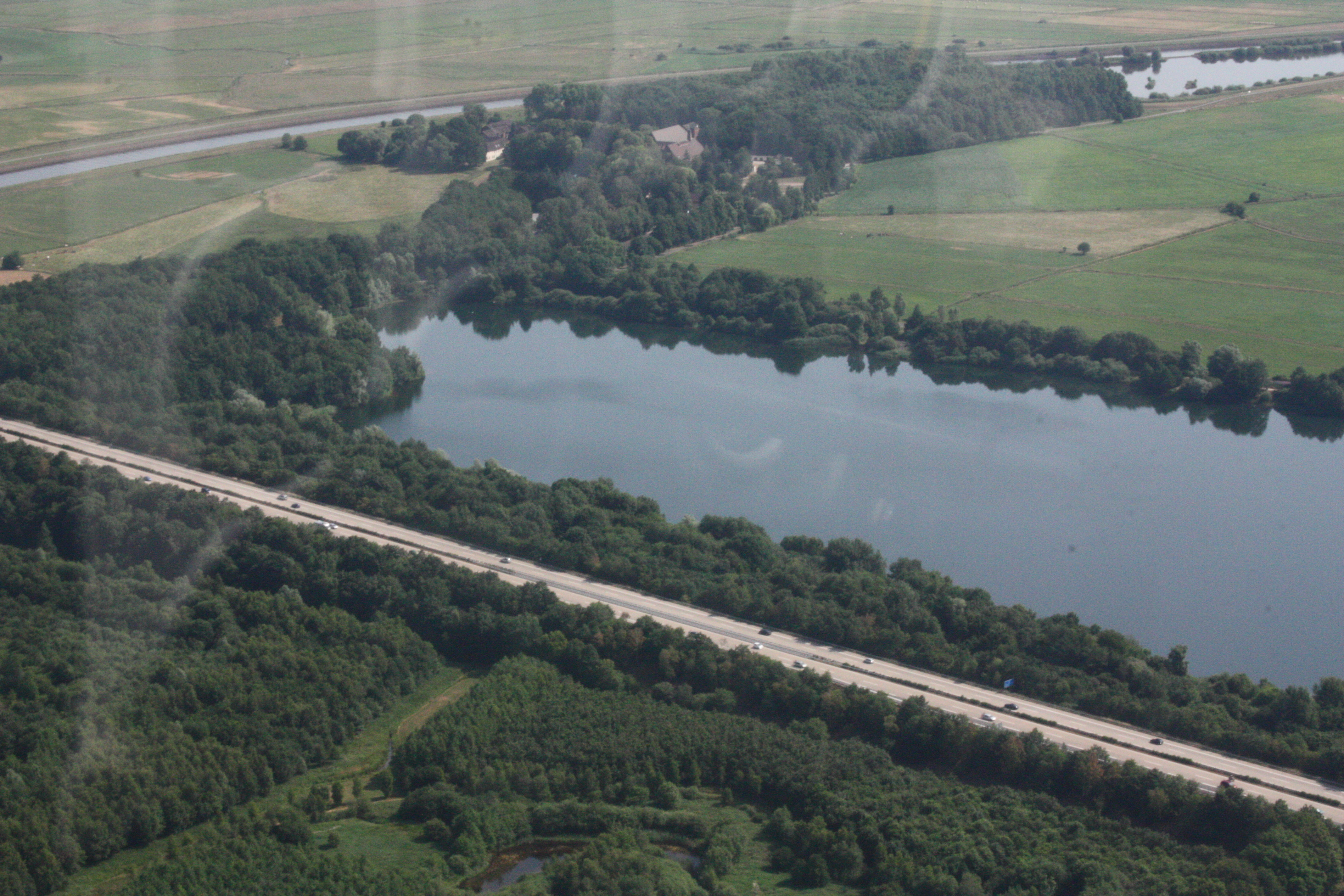

53°8′43″N 8°16′47″E / 53.14528°N 8.27972°E
布蘭肯堡湖（德語：Blankenburger See），是德國的湖泊，位於該國西北部，由下薩克森州負責管轄，處於奧爾登堡東部，長0.7公里、寬0.3公里，面積0.22平方公里，最大水深16米。